# Venonia choiae
Venonia choiae är en spindelart som beskrevs av Yoo och Volker W. Framenau 2006. Venonia choiae ingår i släktet Venonia och familjen vargspindlar.
Artens utbredningsområde är Sulawesi. Inga underarter finns listade.